# Бейлі-Лейкс (Огайо)
Бейлі-Лейкс (англ. Bailey Lakes) — селище (англ. village) в США, в окрузі Ешленд штату Огайо. Населення — 349 осіб (2020).

## Географія
Бейлі-Лейкс розташоване за координатами 40°56′58″ пн. ш. 82°21′33″ зх. д. / 40.94944° пн. ш. 82.35917° зх. д. (40.949571, -82.359265).  За даними Бюро перепису населення США в 2010 році селище мало площу 1,20 км², з яких 1,01 км² — суходіл та 0,19 км² — водойми.

## Демографія
Згідно з переписом 2010 року, у селищі мешкала 371 особа в 155 домогосподарствах у складі 105 родин. Густота населення становила 310 осіб/км².  Було 168 помешкань (140/км²).
Расовий склад населення:
| - 97,0 % — білих - 1,6 % — чорних або афроамериканців |

До двох чи більше рас належало 1,3 %. Частка іспаномовних становила 0,3 % від усіх жителів.
За віковим діапазоном населення розподілялося таким чином: 22,4 % — особи молодші 18 років, 60,1 % — особи у віці 18—64 років, 17,5 % — особи у віці 65 років та старші. Медіана віку мешканця становила 43,5 року. На 100 осіб жіночої статі у селищі припадало 94,2 чоловіків;  на 100 жінок у віці від 18 років та старших — 92,0 чоловіків також старших 18 років.
Середній дохід на одне домашнє господарство  становив 58 641 долар США (медіана — 50 625), а середній дохід на одну сім'ю — 55 150 доларів (медіана — 48 875). Медіана доходів становила 42 679 доларів для чоловіків та 28 750 доларів для жінок. За межею бідності перебувало 5,9 % осіб, у тому числі 5,0 % дітей у віці до 18 років та 2,1 % осіб у віці 65 років та старших.
Цивільне працевлаштоване населення становило 273 особи. Основні галузі зайнятості: виробництво — 30,4 %, освіта, охорона здоров'я та соціальна допомога — 27,1 %, роздрібна торгівля — 8,1 %, науковці, спеціалісти, менеджери — 5,5 %.